# Послідовна мінімальна оптимізація
Послідо́вна мініма́льна оптиміза́ція (ПМО, англ. sequential minimal optimization, SMO) — це алгоритм розв'язання задачі квадратичного програмування (КП), яка постає при тренуванні опорно-векторних машин (ОВМ, англ. support vector machines, SVM). Його було винайдено Джоном Платтом 1998 року в Microsoft Research. ПМО широко використовується для тренування опорно-векторних машин, і втілюється популярним інструментом LIBSVM. Публікація алгоритму ПМО 1998 року викликала велике збудження в спільноті ОВМ, оскільки доступні раніше методи тренування опорно-векторних машин були набагато складнішими, й вимагали дорогих сторонніх інструментів розв'язання задач КП.

## Задача оптимізації
Розгляньмо задачу бінарної класифікації з набором даних (x1, y1), …, (xn, yn), де xi є вхідним вектором, а yi ∈ {-1, +1}  є відповідною бінарною міткою. Опорно-векторна машина з м'яким проміжком тренується розв'язанням задачі квадратичного програмування, яка виражається в двоїстому вигляді наступним чином:
{\displaystyle \max _{\alpha }\sum _{i=1}^{n}\alpha _{i}-{\frac {1}{2}}\sum _{i=1}^{n}\sum _{j=1}^{n}y_{i}y_{j}K(x_{i},x_{j})\alpha _{i}\alpha _{j}}
за умов
{\displaystyle 0\leq \alpha _{i}\leq C,\quad } для {\displaystyle i=1,2,\ldots ,n,}
{\displaystyle \sum _{i=1}^{n}y_{i}\alpha _{i}=0}
де C є гіперпараметром ОВМ, а K(xi, xj) є ядровою функцією, обидва надані користувачем; а змінні {\displaystyle \alpha _{i}} є множниками Лагранжа.

## Алгоритм
ПМО є ітеративним алгоритмом розв'язання описаної вище задачі оптимізації. ПМО розбиває цю задачу на ряд найменших можливих підзадач, які потім розв'язуються аналітично. Через лінійну рівність в обмеженнях, яка включає лагранжеві множники {\displaystyle \alpha _{i}}, найменша можлива задача включає два такі множники. Тоді для будь-яких двох множників {\displaystyle \alpha _{1}} і {\displaystyle \alpha _{2}} обмеження зводяться до
{\displaystyle 0\leq \alpha _{1},\alpha _{2}\leq C,}
{\displaystyle y_{1}\alpha _{1}+y_{2}\alpha _{2}=k,}
і цю звужену задачу можливо розв'язувати аналітично: потрібно знаходити мінімум одновимірної квадратичної функції. {\displaystyle k} є сумою решти членів у обмеженні-рівнянні з протилежним знаком, яка є незмінною на кожній ітерації.
Алгоритм діє наступним чином:
1. Знайти лагранжів множник {\displaystyle \alpha _{1}}, який порушує умови Каруша — Куна — Такера (ККТ) для задачі оптимізації.
2. Вибрати другий множник {\displaystyle \alpha _{2}}, й оптимізувати пару {\displaystyle (\alpha _{1},\alpha _{2})}.
3. Повторювати кроки 1 та 2 до збігання.

Коли всі лагранжеві множники задовольняють умови ККТ (в межах визначеного користувачем допуску), задачу розв'язано. Хоч цей алгоритм і збігається гарантовано, для вибору пар множників застосовується евристика, щоби прискорити темп збігання. Це є критичним для великих наборів даних, оскільки існує n(n − 1) можливих варіантів вибору {\displaystyle \alpha _{i}} та {\displaystyle \alpha _{j}}.

## Пов'язані праці
Перший підхід до розділення великих задач навчання ОВМ на ряд менших оптимізаційних завдань було запропоновано Бернхардом Босером, Ізабель Гійон та Володимиром Вапником. Він відомий як «кусеневий алгоритм» (англ. "chunking algorithm"). Цей алгоритм починається з випадкового піднабору даних, розв'язує цю задачу, й ітеративно додає зразки, які порушують умови оптимальності. Одним із недоліків цього алгоритму є необхідність розв'язання задач КП, які масштабуються з числом опорних векторів. На реальних розріджених наборах даних ПМО може бути швидшою за кусеневий алгоритм в понад 1000 разів.
1997 року Е. Осуна, Р. Фройнд та Ф. Гіросі довели теорему, яка пропонує цілий ряд нових алгоритмів КП для ОВМ. В силу цієї теореми велику задачу КП може бути розбито на ряд менших підзадач КП. Послідовність підзадач КП, яка завжди додає щонайменше одного порушника умов Каруша — Куна — Такера (ККТ), гарантовано збігається. Кусеневий алгоритм задовольняє умови цієї теореми і, отже, збігатиметься. Алгоритм ПМО можна розглядати як окремий випадок алгоритму Осуни, де розміром оптимізації є два, й обидва лагранжеві множники замінюються на кожному кроці новими множниками, які обираються за допомогою доброї евристики.
Алгоритм ПМО тісно пов'язаний із сімейством алгоритмів оптимізації, що зветься методами Бреґмана, або рядково-активаційними методами. Ці методи розв'язують задачі опуклого програмування з лінійними обмеженнями. Вони є ітеративними методами, де кожен крок робить проєкцію поточної прямої точки на кожне з обмежень.